# San Andrés Jaltenco
San Andrés Jaltenco, eller bara Jaltenco är en mindre stad i Mexiko och huvudorten i kommunen Jaltenco i delstaten Mexiko. San Andrés Jaltenco ligger i den centrala delen av landet och tillhör Mexico Citys storstadsområde. Staden hade 11 093 invånare vid folkmätningen 2010.

## Galleri

Kommunhuset i San Andrés Jaltenco.
Kyrka.
Kyrka, torg.
Kyrka, interiör.